# Abraham von Schröer
Abraham von Schröer, född 31 maj 1653 i Stettin, död 1 april 1723 i Karlstorps församling, Kalmar län, var en svensk militär.

## Biografi
Abraham von Schröer föddes 1653 i Stettin. Han var son till hovrådet Gottfrid von Schröer och Elisabet Nenne. von Schröer var kommendör vid amiralitetet. Han avled 1723 på Bölö i Karlstorps socken.

### Egendom
von Schröer ägde Bölö i Karlstorps socken.

### Familj
von Schröer gifte sig första gången med Anna Dorotea Hammarskjöld (1660–1689), dotter av majoren Arvid Hammarskjöld och Anna Dorotea Patkull. De fick tillsammans barnen Anna Elisabet von Schröer (1683–1759) som var gift med löjtnanten Per Moberg och löjtnanten Hans Ernst von Haertzen, Vendela Margareta von Schröer som var gift med en kornett och Gottfrid Georg von Schröer.
von Schröer gifte sig andra gången 13 november 1690 med Anna Christna von der Osten, gennant Sacken (1668–1693), dotter av landshövdingen Gustaf Adolf von der Osten, gennant Sacken och Maria Svart. De fick tillsammans en dotter (1692–1692) och en dotter (1693–1693).
von Schröer gifte sig tredje gången med Christina Bagge af Berga (död 1738), dotter av översten Erik Bagge af Berga och Maria Elisabet Fleming. Christina Bagge af Berga var änka efter öjtnanten Carl Gustaf Ulf af Horsnäs. von Schröer och Bagge af Berga fick tillsammans barnen Erik Adam von Schröer (1702–1702) och Maria Johanna von Schröer (1705–1705).